# Heliococcus salviae
Heliococcus salviae är en insektsart som beskrevs av Borchsenius 1949. Heliococcus salviae ingår i släktet Heliococcus och familjen ullsköldlöss. Inga underarter finns listade i Catalogue of Life.